# Ana, sometida
Ana, sometida es el decimocuarto capítulo de la segunda temporada de la serie de televisión argentina Mujeres asesinas. Este episodio se estrenó el día 11 de julio de 2006. En el libro de Mujeres asesinas este capítulo recibe el nombre de Ana L., sodomasoquista, agregando la inicial de su apellido y cambiando el modus operandi de la asesina. 
Este episodio fue protagonizado por María Socas en el papel de asesina. Coprotagonizado por Daniel Fanego. También, contó con las actuaciones especiales de Sandra Ballesteros y la primera actriz Susana Lanteri. Y la participación de Sol Madrigal.

## Desarrollo

### Trama
Ana, (María Socas) es una mujer casada con Jorge (Daniel Fanego), con el que tienen una hija a punto de cumplir 15 años, Camila (Sol Madrigal). El matrimonio parecía perfecto, pero Jorge practica el sadomasoquismo, y obliga a Ana a que se someta a sus juegos sexuales, que le infligen daños físicos de todo tipo. Cuando ve que Camila se pone el vestido que ella usó en su casamiento como vestido de fiesta de 15 años, Ana recuerda que en su noche de boda fue cuando por primera vez practicó con Jorge el sadomasoquismo. Al no dejar de pensar en lo ocurrido, Ana cree que su marido la obligará a practicar lo mismo con su hija, tal como lo hizo con Graciela (Sandra Ballesteros), quien a su vez es amante de Jorge y lo domina sexualmente. En un acto de desesperación, Ana degüella a su esposo con un cuchillo cuando finalmente accede a dominarlo por primera vez.

### Condena
Ana L. fue condenada a 8 años de prisión por homicidio agravado por el vínculo. La defensa no pudo demostrar que el crimen haya sido en defensa de la hija. Salió en libertad cuando estaba por cumplir seis años de reclusión. Los padres de Ana obtuvieron la custodia de Camila.

## Elenco
- Daniel Fanego
- María Socas
- Susana Lanteri
- Sol Madrigal
- Sandra Ballesteros